# Tim Dudek
Tim Dudek (* 10. November 1980 in Göttingen) ist ein deutscher Jazzmusiker (Schlagzeug, Perkussion, weitere Instrumente, Komposition) und Musikproduzent.

## Leben und Wirken
Dudek erhielt ab dem achten Lebensjahr Klavierunterricht; seitdem er zehn Jahre alt war, lernte er Schlagzeug; als Jugendlicher spielte er auch Bass und Gitarre. Er studierte am Conservatorium van Amsterdam Jazz-Schlagzeug und Perkussion, um sich während seines Masterstudienganges auf brasilianische Musik zu spezialisieren. Mit einem Stipendium machte er 2007 eine Studienreise nach Rio de Janeiro, wo ihn Marcio Bahia, Maninho, Kiko Freitas und Robertinho Silva unterrichteten.
Während des Studiums bereits begleitete Dudek Sänger wie z. B. Wouter Hamel, Postman, Benny Sings, Giovanca, Faberyayo, Berget Lewis und Pete Philly und tourte mit Frank McComb und N’Dambi durch Europa. Als Perkussionist spielte er im Bujazzo unter Leitung von Peter Herbolzheimer. 
Nach seinem Umzug nach Köln studierte er Musikproduktion bei Jono Podmore an der Musikhochschule Köln. Seitdem ist er auch als Komponist und Produzent tätig und produzierte u. a. zwei Alben von Sängerin Hannah Köpf, auf denen er auch Synthesizer, Hammondorgel, Bass und Gitarre spielte. Gemeinsam mit Markus Braun verfasste und produzierte er Musik für Dokumentarfilme wie  „Wir rocken Barcelona“ (2013) oder „Held ohne Geld“ (2015). 2015 gehörte er zur Hausband der belgischen Fernsehshow „Jonas & Van Geel“ unter Leitung von Alvin Lewis, mit der er auch Koen Wauters (Clouseau), Bart Peeters, Billie, Natalia und Emma Bale begleitete. Ferner arbeitete er mit Hanno Busch, Patricia Kelly, Peter Fessler, Rebekka Ling, Sensuàl und Tom Gaebel. Als Studiomusiker spielte er zahlreichen Alben ein, einige davon für Künstler des Amsterdamer Labels DOX Records.
Er ist als Schlagzeuger und Co-Produzent Mitglied der Band Luciel. 